# Eutzsch
Eutzsch ist ein Ortsteil der Stadt Kemberg im Landkreis Wittenberg in Sachsen-Anhalt.

## Geographie
Eutzsch liegt ca. 6 km südlich der Lutherstadt Wittenberg am Rand der von unzähligen, zum Teil begradigten Kleinstgewässern oder deren Spuren durchzogenen holozänen Elbaue. Unmittelbar westlich des Orts verläuft ein ehemaliger Altarm der Elbe, die bei Wittenberg wiederum dem nördlichen Teil eines vom Fläming bis zur Dübener Heide aufgeweiteten Urstromtals folgt.
Der Ort selber liegt auf einer gegenüber der ihn umgebenden Auenlandschaft maximal 1 Meter höheren Erhebung aus angelagerten Flusssedimenten, die im Verlauf der Geschichte – insbesondere im Umfeld der Dorfkirche und des Friedhofs – möglicherweise zusätzlich künstlich aufgeschüttet wurde. Während östlich des Orts und darin Auenböden überwiegen, beginnt westlich davon eine ausgedehnte Fläche aus Gleyen mit Eisenausscheidungshorizont – mit einer markanten, heute bewaldeten, ursprünglich pleistozänen Dünenaufhäufung in etwa 1,6 km Entfernung westlich der Ortsmitte.

## Geschichte
1004 wurde Eutzsch in einer Aufzählung von dem Kloster Berge bei Magdeburg zehntpflichtigen Burgen als Usizi erstmals urkundlich erwähnt, obwohl von entsprechenden Befestigungsanlagen archäologisch keinerlei Spuren überkommen sind. Der Name leitet sich aus dem slawischen Vornamen Uš sowie dem patronymischen Suffix ‑ici ab.
Im 16. Jahrhundert gelangte Eutzsch in den Besitz der Universität Wittenberg und ihrer Mitglieder. So erwarb unter anderem Lucas Cranach der Jüngere 1555 ein Dreihüfnergut ebenda. Noch im 19. Jahrhundert bestand das Wittenberger Patronat über Kirche, Pfarre und Schule weiter – als Ersatz für die 1814 geschlossene Universität wurde es jedoch vom 1817 neugegründeten Evangelischen Predigerseminar ausgeübt.
Bis zum Jahr 1838 bestand die Gemarkung Eutzsch im Rahmen der üblichen Dreifelderwirtschaft im Wesentlichen aus drei großen östlich des Orts gelegenen Feldern, die jeweils in mehrere Gewanne eingeteilt waren, in jedem von denen jeder Bauer in der Regel mindestens eine Parzelle bewirtschaftete. Als Eutzscher Besonderheit sind fast alle dieser Parzellen vom Ort bis zur Gemarkungsgrenze hin durchgängig angelegt sowie parallel westöstlich ausgerichtet. Daran änderte auch die 1846 abgeschlossene Separation noch nichts.
Seine geographische Lage in der Elbaue setzte Eutzsch in geschichtlicher Zeit zahlreichen größeren Überflutungen aus, zumeist im Gefolge von Frühjahrshochwassern. Belegt sind entsprechende Ereignisse unter anderem zwischen 1595 und 1602 (insgesamt zehnmal), für 1620, 1651, 1655, 1789, 1798, 1799, 1814, 1830, 1838, 1845, 2002 (aufgrund gleich zweier Deichbrüche in Pratau und Seegrehna) sowie zuletzt 2013 (aufgrund des europaweiten damaligen Hochwassers).

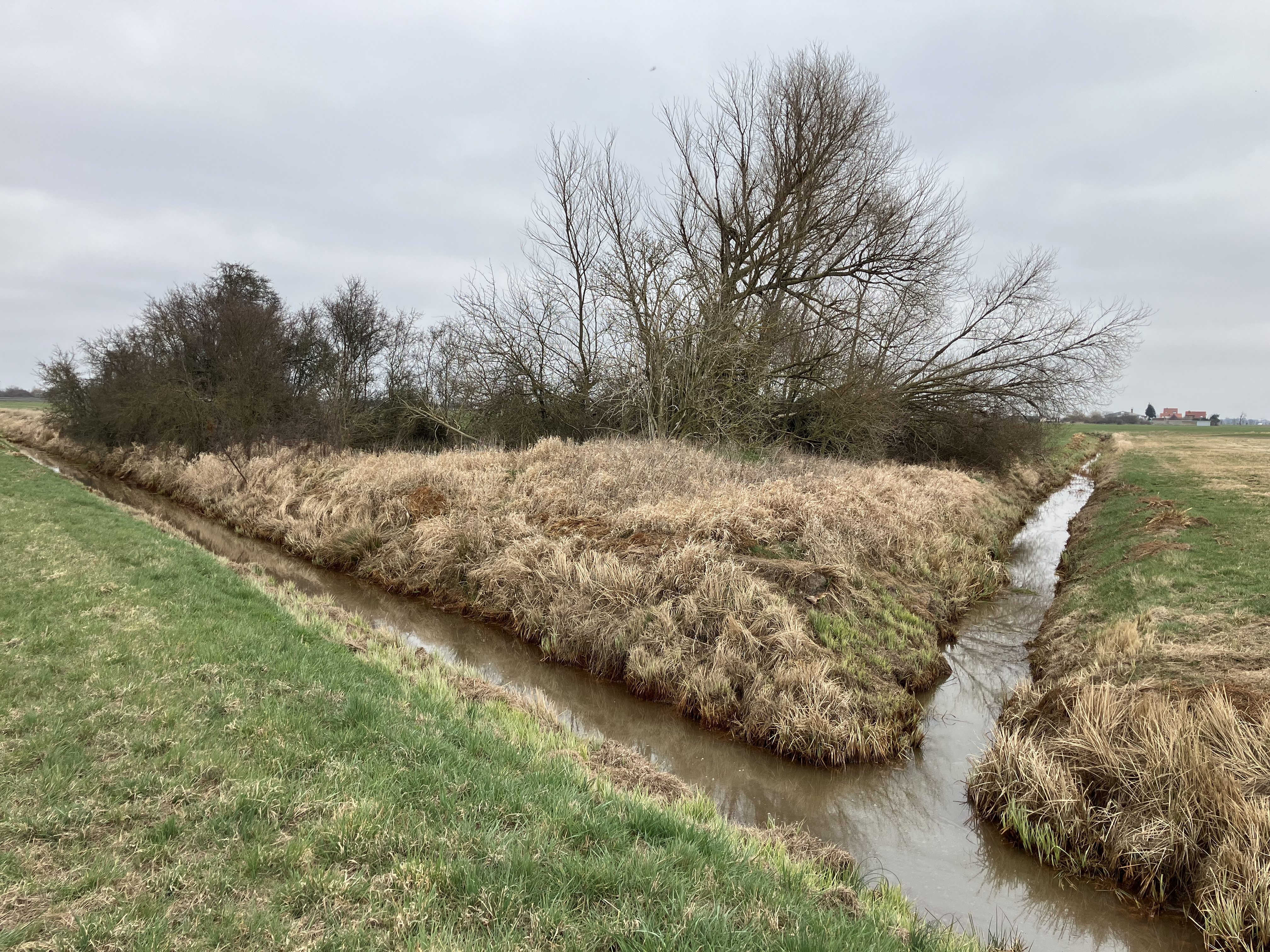
Bodendenkmal Alte Landwehr bei Eutzsch mit den Gewässern Alte Landwehr von links und Eutzscher Landwehr von rechts

Archäologisch nicht mehr greifbare frühere Bemühungen um Hochwasserschutz lassen sich aus den Eutzscher Flurnamen Dammstücke und Dammfeld herauslesen. Die noch heute bestehenden Gewässer Landwehr, Alte Landwehr und Eutzscher Landwehr deuten neben Verteidigungs- und Entwässerungszwecken auch auf das Ziel einer Flutabwehr durch ihre bereits hochmittelalterlichen Wälle und Gräben hin. Für eines davon ist in dem Deckerschen Kartenwerk von 1816–21 sogar eine Schleuse belegt.
1558 wurde für den Oberlanddamm zwischen Pretzsch und Pratau eine Deichordnung erlassen, 1840 wurde der Katzhaindamm als westliche Fortsetzung des Oberlanddamms errichtet, bis 1862 wurden – im Gefolge des Jahrhunderthochwassers von 1845 – alle Schutzdämme der Elbaue um Eutzsch herum umfassend erneuert sowie ausgebaut.
Am 1. Juli 1950 wurde die bis dahin eigenständige Gemeinde Pannigkau Eutzsch als Ortsteil eingegliedert. Zum 1. Januar 2010 schließlich wurde die bis dahin selbstständige Gemeinde Eutzsch zusammen mit den Gemeinden Dabrun, Rackith, Radis, Rotta, Schleesen, Selbitz, Uthausen und Wartenburg in die Stadt Kemberg eingemeindet. Gleichzeitig wurde auch die Verwaltungsgemeinschaft Kemberg, zu der Eutzsch gehörte, aufgelöst.

## Religion
Durch die Reformation wurde Eutzsch im 16. Jahrhundert lutherisch. Die Dorfkirche in Eutzsch gehört zur Kirchengemeinde Pratau im Kirchenkreis Wittenberg der Evangelischen Kirche in Mitteldeutschland.
Nach dem Zweiten Weltkrieg kamen durch die Flucht und Vertreibung Deutscher aus Mittel- und Osteuropa wieder Katholiken in größerer Zahl nach Eutzsch und in die umliegenden Ortschaften, so dass in der evangelischen Dorfkirche nun auch katholische Gottesdienste stattfanden. Pfingsten 1957 wurde in der Dorfstraße eine katholische Kapelle eingeweiht, die im Saal eines Gasthauses eingerichtet worden war. Zur Gründung einer katholischen Gemeinde kam es in Eutzsch nicht, die Kapelle gehörte zur Kirchengemeinde Kemberg. Bis Weihnachten 1999 fanden in der Kapelle die katholischen Gottesdienste statt, dann wurde die Kapelle wieder aufgegeben und die katholischen Gottesdienste wieder in die evangelische Dorfkirche verlegt. Heute gehören die Katholiken in Eutzsch zur Pfarrei Wittenberg.

## Sehenswürdigkeiten

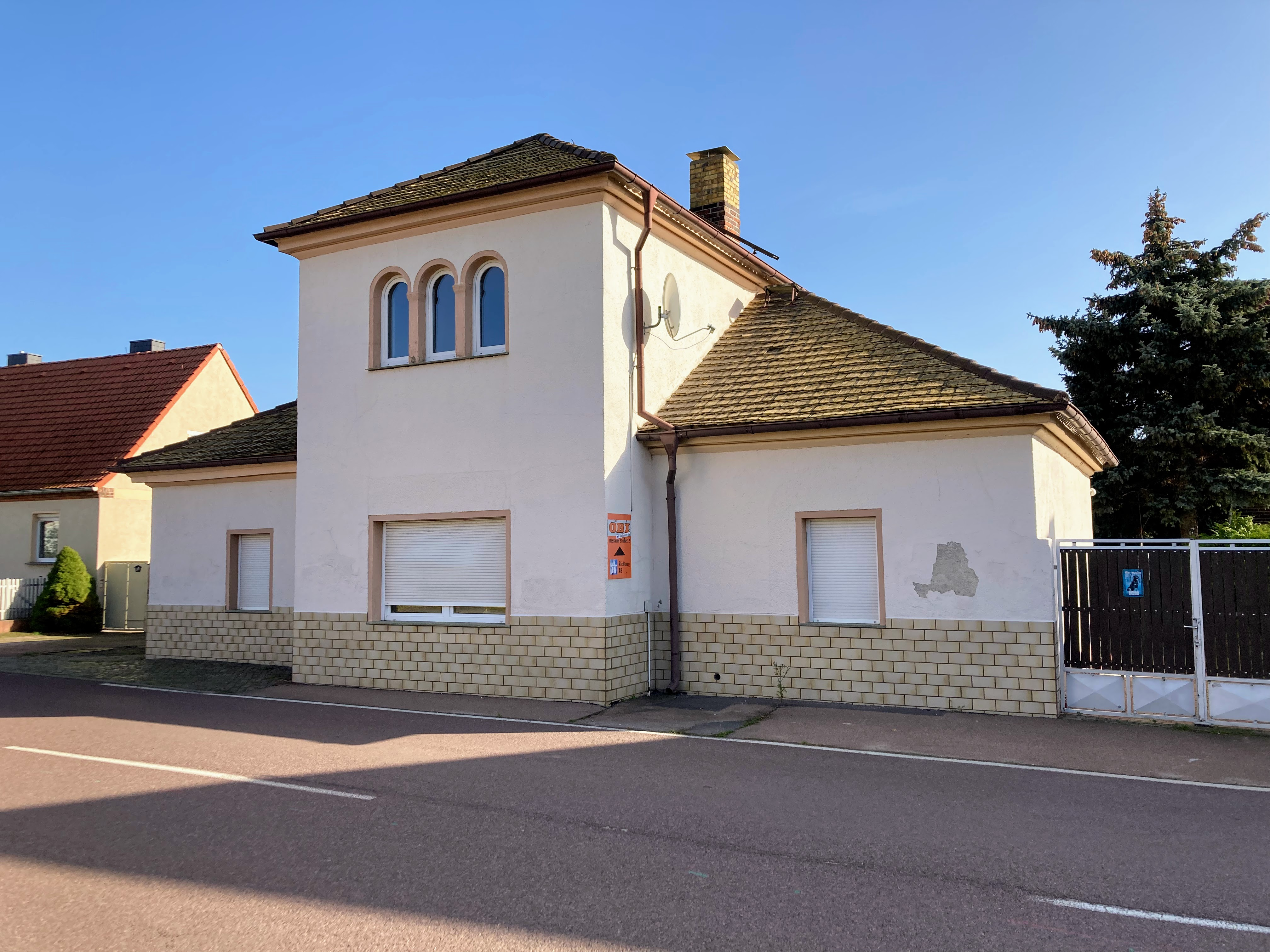
Eutzsch, Chausseehaus von rechts (2022)

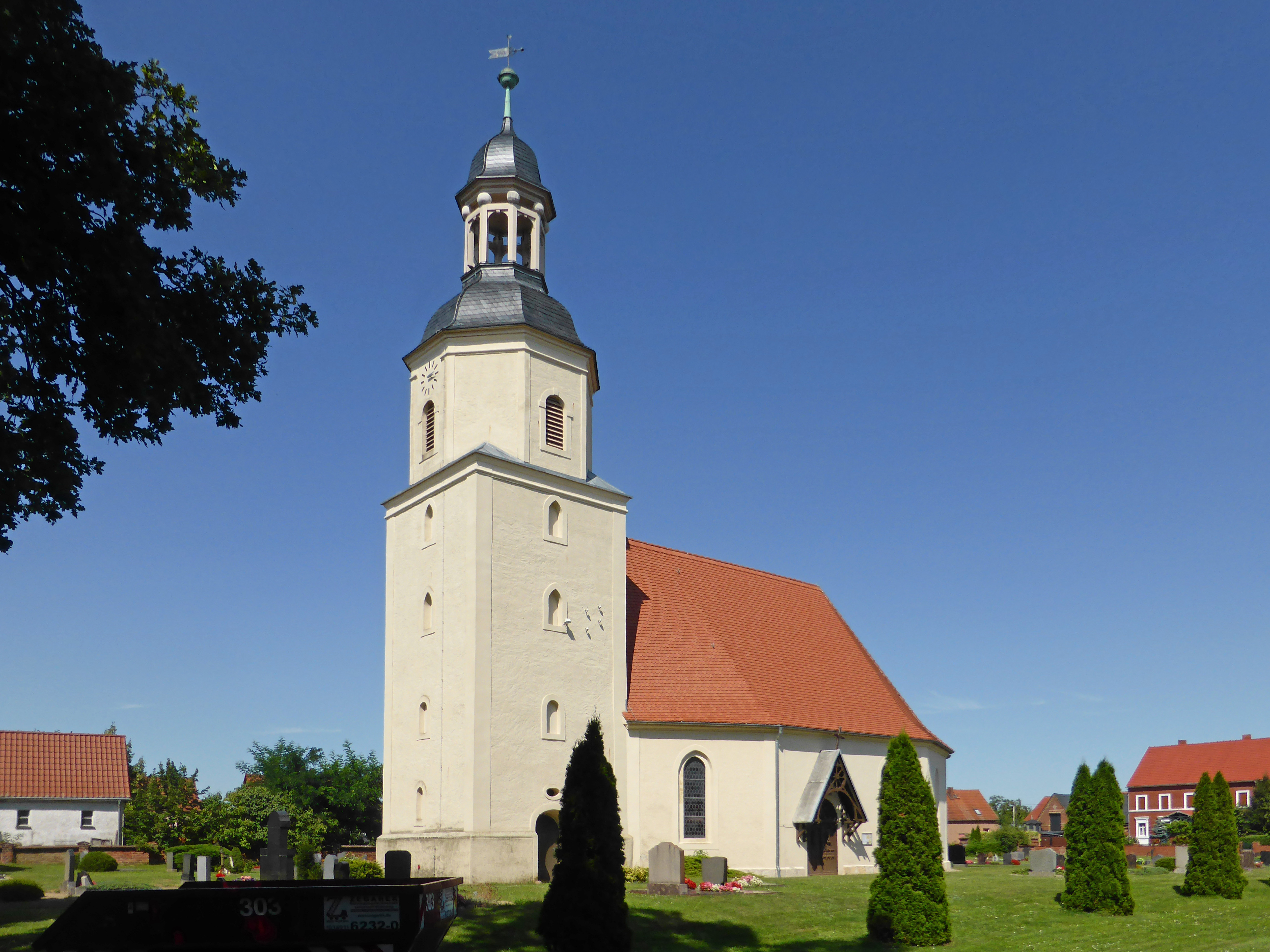
Eutzsch, Dorfkirche, Blick von SW (2024)

→ Siehe auch: Liste der Kulturdenkmale in Eutzsch
In seinem Kern ist Eutzsch ein Straßendorf, das um eine von zwei Straßen umschlossene mittlere Fläche aus Kirche und Friedhof herum angelegt wurde. Die zahlreichen historischen landwirtschaftlichen Anwesen sind überwiegend als Vierseit- oder Dreiseithöfe errichtet, deren Ausmaße und Architektur vom Wohlstand der ansässigen Bauern zeugen. Nur eines der Bauernhäuser sowie die Taubenhäuser zweier weiterer Höfe stehen bislang jedoch unter Denkmalschutz.

### Chausseehaus
An der ehemaligen Gabelung der Bundesstraßen 2 und 100 (Straßen Am Teich sowie Straße des Friedens) liegt ein ehemaliges Chausseehaus, das 1834 nach Plänen von Karl Friedrich Schinkel erbaut wurde.

### Dorfkirche
Die Dorfkirche wurde 1688 im Auftrag der Universität Wittenberg vermutlich durch Wolf Caspar von Klengel in barockem Stil wiederaufgebaut, nachdem sie im Dreißigjährigen Krieg fast vollständig zerstört worden war.

## Wirtschaft und Infrastruktur

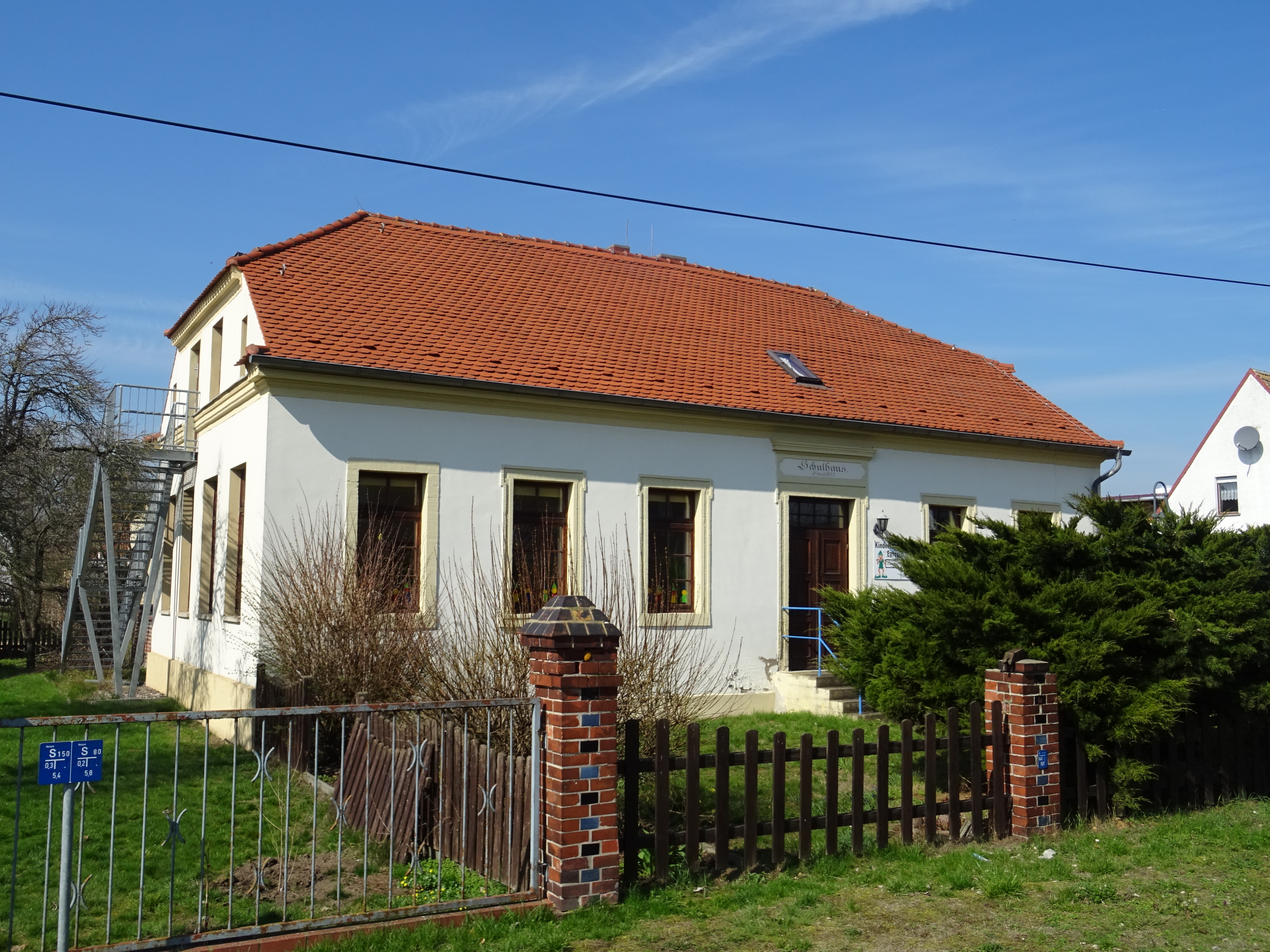
Ehemalige Dorfschule Eutzsch (2019)

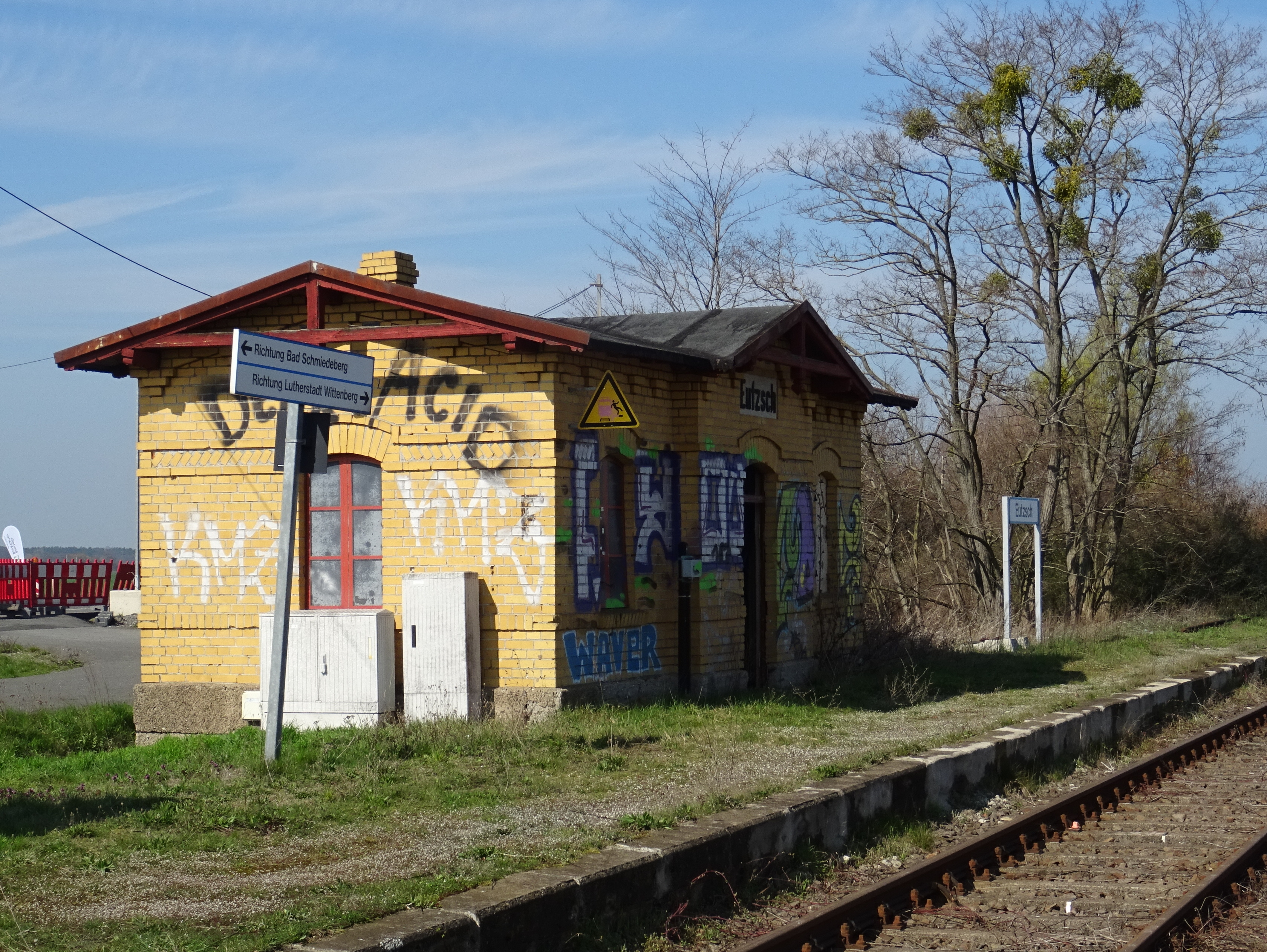
Haltepunkt Eutzsch der Bahnstrecke Pratau–Torgau (2019)

### Wirtschaft
In Nachfolge der LPG „Sieg des Sozialismus“ überwiegen in Eutzsch weiterhin landwirtschaftliche Strukturen: einerseits als Einzelhöfe im Neben- oder Haupterwerb, andrerseits unter dem Dach der in Seegrehna sitzenden Agrargenossenschaft Elbniederung Eutzsch eG.
Einziger größerer sonstiger Betrieb ist der etwas außerhalb des Dorfs gegenüber dem Bahnhaltepunkt gelegene RHG-Doppelstandort RHG Baustoffe und RHG Bau und Garten, welcher aus der ehemaligen Heide-Handels GmbH & Co. KG hervorgegangen ist. Dieser bietet neben dem branchenüblichen Baumarkt- und Gartencenterangebot auch Arbeitskleidung, Tierbedarf, eine Pflanzenauswahl, Geräteverleih und -werkstatt sowie einen Schlüsseldienst an.

### Bildung
In dem denkmalgeschützten ehemaligen Schulgebäude von 1832 befindet sich die Kindertageseinrichtung „Zwergenhäuschen“ aus Krippe, Kindergarten und Hort.

### Verkehr
Die Bundesstraße 2, die Wittenberg und Bad Düben verbindet, verlief bis 2019 direkt durch die Gemeinde.  Die Bundesstraße 100 nach Halle (Saale) zweigt über einen Kreisverkehr südöstlich des Orts von der B 2 ab.  Die Hauptstraße des Orts wurde im Norden und Süden verschwenkt, womit eine Fortführung des massiven Durchgangsverkehrs der letzten Jahrzehnte unterbunden ist.
Die eingleisige, nicht-elektrifizierte Eisenbahnstrecke Pratau–Bad Schmiedeberg mit dem Haltepunkt Eutzsch wurde 2014 stillgelegt. In den Sommern 2016 und 2017 verkehrten auf der Strecke an den Wochenenden wieder Reisezüge der Heide-Bahn bis nach Eilenburg, die in den Sommern 2018 und 2019 sogar bis Leipzig verlängert wurden. Dieser Zugverkehr ist jedoch seit 2020 wegen Infrastrukturmängeln wieder eingestellt.